# Hildegard Knef
Hildegard Frieda Albertine Knef (Ulm, 28. prosinca 1925. – Berlin, 1. veljače 2002.), njemačka glumica, pjevačica, pjesnikinja i književnica. U svijetu poznata i pod imenom Hildegarde Neff.

## Život

### Obitelj
Hildegard Knef rođena je u Ulmu kao kći Hansa Theodora Knefa, trgovca duhanom flamanskog podrijetla i Friede Auguste, rođ. Gröhn. Već 1926. otac joj umire od sifilisa, nakon čega se seli u Berlin s majkom koja se 1933. ponovno udala. Hildegard je pohađala licej Friedrich Rückert u Schönebergu (Berlin).
Udavala se tri puta. Od 1947. do 1951. bila je u braku s Kurtom Hirschom, filmskim agentom iz Hollywooda i sudetskim židovom, čiji su se roditelji nakon rata preselili u SAD. Od 1962. do 1976. bila je udana za britanskog glumca Davida Camerona, koji je s njom nastupao na njemačkoj turneji s predstavom "Nicht von gestern (Born Yesterday)". Cameron je i otac njezine kćeri (Christina Antonia, 1968.). Od 1977. do svoje smrti 2002. godine bila je u braku s Paulom von Schellom.

### Počeci filmske karijere
Talentirana Knef, koja je još kao dijete slikala portrete, napustila je školu s 15 godina i započela školovanje za crtačicu u filmskom studiju UFA u Berlinu. Zbog ljepote ju je 1943. godine zapazio šef studija Wolfgang Liebeneiner te joj je osigurao stipendiju za glumačko školovanje pri istom studiju. Veliko zanimanje za Hildegard Knef pokazao je i sam Joseph Goebbels, po čijim joj je napucima izvršena i korekcija nosa. Godine 1944. imala je aferu s glavnim filmskim dramaturgom ("Reichsfilmdramaturg") Ewaldom von Demandowskym, koji je ujedno bio i glavni producent filmske kuće Tobis. Još prije kraja Drugog svjetskog rata nastupila je s manjim ulogama u nekoliko filmova ("Unter den Brücken", 1944., "Fahrt ins Glück", 1945. i dr.).
1945. Hildegard Knef u razrušenom Berlinu nastupa u kabareu i kazalištu i uskoro upoznaje svog prvog supruga Kurta Hirscha, američkog časnika, za kojeg se udaje 15. prosinca 1947. Zapažena u kazalištu dobiva ulogu u prvom poratnom njemačkom filmu "Die Mörder sind unter uns" ("Ubojice među nama") iz 1946., koji joj je osigurao međunarodnu karijeru. Za ulogu u filmu "Film ohne Titel" ("Film bez naslova") dodijeljena joj je 1948. godine nagrada za najbolju žensku ulogu na festivalu u Locarnu. Iste godine po prvi put se pojavljuje na naslovnici magazina "Stern" i uskoro postaje prva velika poslijeratna njemačka zvijezda.
Zahvaljujući međunarodnom uspjehu i velikoj reportaži američkog magazina "Life" hollywoodski producent David O. Selznick pozvao ju je u SAD za kojeg početkom 1948. godine potpisuje sedmogodišnji ugovor. U tom razdoblju uči engleski jezik i snima bezbrojne filmske probe te upoznaje svoju sunarodnjakinju Marlene Dietrich. 1950. postaje i građankom SAD-a.

### Između Europe i SAD-a
Godine 1950. nakratko se vratila u Njemačku i snimila kontroverznu melodramu Willija Forsta "Die Sünderin" ("Griješnica"). Film je izazvao oštre prosvjede Katoličke crkve kako zbog kratke scene s golom Hildegard Knef, tako i zbog svoje teme o prostituciji i samoubojstvu, čime je prerastao u jedan od najvećih njemačkih filmskih skandala. Zbog filma su organizirane brojne demonstracije i zatvorena kina u brojnim njemačkim i europskim gradovima, a zbog njega su vođeni i sudski procesi. Međutim, film je samo u Njemačkoj vidjelo preko 7 milijuna gledatelja čime je popularnost glumice dodatno porasla. Istovremeno s uspjehom filma Knef je u listopadu 1951. objavila i svoju prvu ploču ("Ein Herz ist zu verschenken").
Obilježena kao "griješnica" Hildegard Knef bježi natrag u Hollywood, gdje snima cijeli niz filmova za 20th Century Fox. Amerikanci su 1952. godine Hildegarde Neff čak izabrali za najseksipilniju glumicu. Istovremeno sa snimanjem brojnih filmova u Americi, kada upoznaje i slavnu Marilyn Monroe i ostavlja svoje otiske pred legendarnim kinom Chinese Theatre, nastupa i u brojnim njemačkim, britanskim i francuskim filmovima. Ujedno je prva i najuspješnija Njemica s vlastitim showom na Broadwayu, gdje je nastupala u mjuziklu Colea Portera "Silk Stockings" ("Svilene čarape"). Upravo zbog sukoba Foxa i MGM-a oko filmskih prava na navedeni mjuzikl Hildegard Knef 1957. godine iz principa raskida ugovor s filmskom kućom odbivši snimiti preostale filmove. Glumica je time završila blistavu filmsku karijeru na vrhuncu slave i vratila se u Njemačku.

### Film i glazba
Po povratku u Njemačku i dalje snima filmove s više ili manje uspjeha, no kasnih 1950-ih i ranih 1960-ih godina uglavnom snima u Engleskoj i Francuskoj. Sve više se posvećuje pjevanju, čime je započela novu, drugu karijeru u životu. Iako je pjevala još u svojim ranijim filmovima, kao pjevačica i glumica posebno se proslavila kao Ninotschka u glavnoj ulozi Porterovog mjuzikla "Silk Stockings", u kojem je nastupala od 1954. do 1956. na Broadwayu. Godine 1958. nastupa u BBC-jevom televizijskom showu "The Hildegarde Neff Show". Prve ploče u Europi objavljuje u Engleskoj, a slijedi nekoliko jazz ploča u Francuskoj. Zahvaljujući pozitivnom odjeku njezinih ploča i pjesama u inozemstvu, postiže i prve glazbene uspjehe u domovini.
1962. snima prvu ploču u Njemačkoj i single "Er war nie ein Kavalier" ("Nikad nije bio kavalir") postaje veliki uspjeh. Godine 1963. objavljuje prvi LP "So oder so ist das Leben", a kao pjevačica šansona dobiva i prvi show na njemačkoj televiziji. Godine 1965. potpisuje i prvi vlastiti tekst ("Werden Wolken alt?"). Sljedeći LP album "Ich seh die Welt durch deine Augen" s vlastitim tekstovima 1966. godine postiže golemi uspjeh te Knef kreće na prvu koncertnu turneju.
Ponovno reda uspjeh za uspjehom, a jedna od najvećih uspješnica zasigurno je optimistično-ironična pjesma "Für mich soll’s rote Rosen regnen".
Ella Fitzgerald nazvala je Hildegard Knef "najboljom pjevačicom bez glasa". Njezin senzualni alt, jasan izgovor, jedinstvena interpretacija i tekstovi prožeti ironijom stvorili su od Hildegard Knef neponovljivu pojavu njemačke zabavne glazbe. Nijemci, ali i ostali joj se dive te je počinju nazivati "Die Knef". Poznata kao veliki perfekcionist i profesionalac, surađivala je isključivo s vrhunskim glazbenicima kao što su Kurt Edelhagen, Hans Hammerschmid, Bert Kaempfert i Gert Wilden.

### Spisateljica
1970. Hildegard Knef objavila je svoje prvo autobiografsko djelo Der geschenkte Gaul (Poklonjeno kljuse), na kojem je radila godinama i koje je ubrzo postalo bestseller. Knjiga je prevedena na čak 17 jezika i postala je najprodavanija knjiga jednog njemačkog autora od 1945. Godine 1970. odnosno 1971. objavljeni su njezini najkvalitetniji albumi Knef i Worum geht’s hier eigentlich?, koji ipak nisu postigli očekivani komercijalni uspjeh. Godine 1975. izdaje novu knjigu Das Urteil (Presuda) i to o bolesti od koje je i sama bolovala (rak dojke) te zbog svoje izravnosti ponovno daje povoda za razne rasprave. Godine 1976. knjiga je zauzela drugo mjesto na ljestvici najprodavanijih knjiga u SAD-u.

### Usponi i padovi
Od 1977. njezine se ploče izdaju u sve manjoj nakladi. Nakon borbe s bolešću udala se po treći put za 15 godina mlađeg mađarskog plemića Paula von Schella, zbog čega je često spominjana u "žutom" tisku. Uvrijeđena, s mužem i kćeri 1982. ponovno napušta Berlin i seli se u Los Angeles. Nakon rata s njemačkim medijima (bolest, razvod, novi brak, face-lifting, svjetska turneja), Knef se potpuno okrenula protiv domovine. U Americi je primljena s oduševljenjem, posebice medija koji su izvještavali o njezinom velikom povratku u Hollywood, u kojem ipak nije mogla pratiti zahtjeve suvremene filmske produkcije.
1987. proslavila se uspješnim povratkom na scenu kao "gospođica Schneider" u musicalu "Cabaret" Johna Kandera i Freda Ebba u berlinskom Theater des Westens. Godine 1989. konačno se vratila u Njemačku gdje je ponovno oživjela staru slavu.
1992. objavila je prvi single nakon pet godina i to novu interpretaciju uspješnice "Für mich soll's rote Rosen regnen". Istovremeno je dobila brojna priznanja i nagrade za životno djelo, glumila manje sporedne uloge na televiziji i kao legendarna filmska i pjevačka zvijezda gostovala u brojnim TV emisijama. Posljednje godine života ova strastvena pušačica provela je boreći se s bolešću pluća.

## Filmografija
- 1944. Träumerei (scene s Hildegard Knef su izbačene iz filma)
- 1944. Schauspielschule (UFA-obrazovni film, neobjavljen)
- 1944. Unter den Brücken
- 1944./45. Frühlingsmelodie (nedovršen)
- 1944./45. Die Brüder Noltenius
- 1944./45. Fahrt ins Glück
- 1946. Die Mörder sind unter uns (Ubojice među nama), uloge: Ernst Wilhelm Borchert, Erna Sellmer, Arno Paulsen
- 1947. Zwischen gestern und morgen, uloge: Viktor de Kowa, Winnie Markus, Viktor Staal, Willy Birgel
- 1947. Film ohne Titel (Film bez naslova), uloge: Hans Söhnker, Irene von Meyendorff, Willy Fritsch, Fritz Odemar
- 1950. Die Sünderin (Griješnica), uloge: Gustav Fröhlich, Robert Meyn, Aenne Bruck, Jochen-Wolfgang Meyn
- 1951. Nachts auf den Straßen, uloge: Hans Albers, Lucie Mannheim, Marius Goring, Karin Andersen
- 1951. Es geschehen noch Wunder, uloge: Willi Forst, Marianne Wischmann, Werner Fuetterer
- 1951. Decision Before Dawn (Odluka prije zore), uloge: Oskar Werner, Garry Merrill
- 1952. Diplomatic Courier, uloge: Tyrone Power, Charles Bronson, Karl Malden
- 1952. The Snows of Kilimanjaro (Snjegovi Kilimandžara), uloge: Gregory Peck, Ava Gardner
- 1952. La Fête à Henriette (Na pariškim ulicama), uloge: Dany Robin, Michel Auclair, Michel Roux
- 1952. Night Without Sleep, uloge: Linda Darnell, Garry Merrill, Joyce Mackenzie, June Vincent
- 1952. Alraune (Unnatural - the Fruit of Evil), uloge: Erich von Stroheim,Karlheinz Böhm, Harry Meyen, Rolf Henniger, Harry Halm
- 1952. Illusion in Moll, uloge: Herbert Hübner, Sybille Schmitz, Albrecht Schoenhals, Hardy Krüger
- 1953. The Man Between, uloge: James Mason, Claire Bloom, Aribert Wäscher
- 1953./54. Eine Liebesgeschichte, uloge: O. W. Fischer, Viktor de Kowa, Karl Ludwig Diehl
- 1954. Geständnis unter vier Augen, uloge: Carl Raddatz, Ivan Desny, Werner Hinz, Franz Schafheitlin
- 1954. Svengali, uloge: Terence Morgan, Donald Wolfit, Paul Rogers, Derek Bond, David Kossoff
- 1957./58. Madeleine und der Legionär, uloge: Bernhard Wicki, Hannes Messemer, Helmut Schmid
- 1958. La Fille de Hambourg (Djevojka iz Hamburga), uloge: Daniel Gélin, Jean Lefebvre
- 1958. Subway in the Sky, uloge: Albert Lieven, Vivian Mathalon
- 1958. Der Mann, der sich verkaufte (Čovjek koji se prodao), uloge: Hansjörg Felmy, Kurt Ehrhardt, Antje Weisgerber
- 1960. Die geliebte Stimme (TV-film)
- 1960. La Strada dei Giganti (Die Furchtlosen von Parma), uloge: Chelo Alonso, Dario Michaelis
- 1961. Golden Boy (TV-film), uloge: Klaus Kammer, René Deltgen, Werner Bruhns
- 1962. Laura (TV-film), uloge: Anton Walbrook, Hellmut Lange, John Van Dreelen
- 1962. Lulu, uloge: Nadja Tiller, O. E. Hasse, Mario Adorf, Leon Askin, Charles Régnier, Rudolf Forster
- 1962. Landru, uloge: Charles Denner, Stéphane Audran
- 1962. Ballade pour un voyou, uloge: Michel Vitold, Philippe Noiret
- 1962./63. Caterina di Russia/Cathérine de Russie, uloge: Sergio Fantoni
- 1962./63. Die Dreigroschenoper (Opera za tri groša), uloge: Curd Jürgens, June Ritchie, Sammy Davis jr., Lino Ventura, Gert Fröbe, Walter Giller
- 1963. Das große Liebesspiel, uloge: Lilli Palmer, Daliah Lavi, Thomas Fritsch, Peter van Eyck
- 1963. Gibraltar, uloge: Geneviève Grad, Gérard Barray
- 1964. Wartezimmer zum Jenseits, uloge: Götz George, Richard Münch, Carl Lange, Heinz Reincke
- 1964. Verdammt zur Sünde, uloge: Martin Held, Else Knott, Christa Lindner, Michael Ande
- 1964. Mozambique, uloge: Paul Hubschmid, Vivi Bach, Dietmar Schönherr
- 1965. Mrs. Dally – Heute ist Unabhängigkeitstag (TV-film)
- 1967. The Dirty Dozen
- 1967./68. The Lost Continent, uloge: Eric Porter, Suzanna Leigh
- 1975. Jeder stirbt für sich allein (Svatko umire sam), uloge: Carl Raddatz, Martin Hirthe, Gerd Böckmann, Brigitte Mira
- 1978. Fedora, uloge: William Holden, Marthe Keller, José Ferrer, Mario Adorf, Henry Fonda
- 1979. Der Alte: Illusionen über einen Mord (TV-film)
- 1980. Checkpoint – Charlie, uloge: Antonia Dauphin, Gerd Duwner, Almut Eggert
- 1982. Der Gärtner von Toulouse (TV-film), uloge: Benedict Freitag, Hans Baumann
- 1984. Scarecrow & Mrs. King
- 1985. Flügel und Fesseln/L'Avenir d'Émile, uloge: Hermann Treusch, Camille Raymond
- 1988. Witchery, uloge: David Hasselhoff, Linda Blair
- 1990. Ein Schloss am Wörthersee: Adel verpflichtet zu nichts (TV-film)
- 1990. Champ Clos, (TV-film), uloge: Micheline Presle, Inge Meysel
- 1994. Tödliches Erbe (TV-film), uloge: Horst Buchholz, Ulrich Wildgruber, Christoph Eichhorn
- 1999. Eine fast perfekte Hochzeit (TV-film), uloge: Hans Clarin, Alexander Goebel, Andreas Vitásek
- 2001. Wie angelt man sich einen Müllmann? (TV-film, nedovršen), uloge: Ingrid van Bergen
- 2001. A Woman And A Half (dokumentarni film o Hildegrd Knef)

## Izbor najpoznatijih pjesama
- "Für mich soll's rote Rosen regnen"
- "Ich bin den weiten Weg gegangen"
- "Eins und Eins, das macht zwei"
- "Ich brauch Tapetenwechsel"
- "Er war nie ein Kavalier"
- "Aber schön war es doch"
- "Mackie Messer"
- "Es war beim Bal Paré"
- "Er hiess nicht von Oertzen"
- "Grauer Regen"
- "Ich möchte am Montag mal Sonntag haben"
- "Er setzt mich von der Steuer ab"
- "Von Nun An Ging's Bergab"
- "Wenn's dem Esel zu gut geht"
- "Ich hab noch einen Koffer in Berlin"
- "Heimweh nach dem Kurfürstendamm"
- "Berlin, dein Gesicht hat Sommersprossen"

## Diskografija

### LP-albumi
- 1955. Cole Porter: Silk Stockings
- 1961. Hildegard Knef spricht Jean Cocteau: Die geliebte Stimme
- 1963. Die Dreigroschenoper
- 1963. So oder so ist das Leben
- 1964. Die großen Erfolge
- 1964. Hildegard Knef
- 1964. Seitensprünge nach Noten: Schauspieler singen Chansons (Ilse - Wedkind)
- 1964. Ihre großen Erfolge
- 1964. Illusionen
- 1964. Germany’s Hildegard Neff
- 1965. Mrs. Dally (Heute ist Unabhängigkeitstag)
- 1965. Hildegard Knef spricht und singt Tucholsky
- 1965. Chansons mit Hildegard Knef
- 1966. Ich seh die Welt durch deine Augen
- 1966. So hat alles seinen Sinn
- 1966. Die neue Knef – Tournee LIVE
- 1966. Die große Knef
- 1967. Halt mich fest
- 1967. Hildegard Knef
- 1968. Träume heißen du
- 1968. Knef concert
- 1968. Na und ...
- 1968. Der Mond hatte frei
- 1969. Love for Sale
- 1969. Die großen Erfolge 2
- 1970. Knef
- 1970. Portrait in Musik
- 1970. Hildegard Knef liest: Der geschenkte Gaul – Bericht aus einem Leben
- 1970. Tapetenwechsel
- 1970. Grand Gala
- 1970. Hildegard Knef
- 1971. From Here On In It Gets Rough
- 1971. Worum geht’s hier eigentlich?
- 1971. The World of Hildegard Knef
- 1971. Gestern - Heute
- 1972. Und ich dreh’ mich nochmal um
- 1972. Texte, geschrieben und gelesen: Hildegard Knef
- 1973. Portrait in Gold
- 1974. Ich bin den weiten Weg gegangen
- 1975. Das Urteil – Hildegard Knef liest aus ihrem Roman
- 1975. Applaus
- 1975. Star für Millionen: Hildegard Knef
- 1976. Bei dir war es immer so schön
- 1976. Die großen Erfolge
- 1976. Grand Gala der Stars: Hildegard Knef
- 1977. Lausige Zeiten
- 1977. Goldene Serie: Hildegard Knef
- 1978. Heimweh-Blues
- 1978. Überall blühen Rosen
- 1979. Eins & Eins – Hildegard Knef, ihre großen Erfolge und das Orchester Bert Kaempfert
- 1979. Wereldsuccessen
- 1979. Profile: Hildegard Knef
- 1979. 20 große Erfolge
- 1980. Da ist eine Zeit ...
- 1980. Tournee, Tournee ... Das Live-Album ihrer Konzertreise
- 1980. Motive: Hildegard Knef
- 1980. Star-Magazin: Hildegard Knef
- 1981. Portrait: Hildegard Knef
- 1984. Aber schön war es doch – 16 große Erfolge
- 1985. Ihre Freunde nennen sie Hilde
- 1985. Ihre 16 größten Erfolge
- 2002. The Reform Sessions

### CD-albumi
- 1985. The Lady Is A Tramp – Internationale Erfolge
- 1988. Concert – Ihre größten Erfolge
- 1988. Idole: Hildegard Knef
- 1989. Silk Stockings – 1955 Original Broadway Cast
- 1992. Ihre großen Erfolge
- 1993. Für mich soll's rote Rosen regnen – Ihre 20 schönsten Songs
- 1994. The Fantastic World of Voices: The Great Hildegard Knef
- 1994. Tonfilm-Schlager: Berühmte Filmmelodien und ihre besten Interpreten 1937–1955
- 1999. "17 Millimeter"
- 1999. Ich Sing Dein Lied
- 2000. Das gab's nur einmal
- 2000. Die Grossen Erfolge
- 2000. Halt Mich Fest
- 2002. Aber schön war es doch
- 2002. Knef Sings, Kaempfert Swings
- 2002. In Concert
- 2002. Singt Cole Porter (Expanded & Remastered)
- 2003. A Woman and a Half
- 2003. Singt und Spricht Tucholsky
- 2003. So Oder So Ist das Leben
- 2005. Der Geschenkte Gaul
- 2005. Das Urteil
- 2005. Schöne Zeiten - Ihre unvergessenen Singles
- 2005. Knef
- 2005. Ich bin den weiten Weg gegangen

## Nagrade i priznanja
- 1949. nagrada za najbolju žensku ulogu u filmu "Film ohne Titel" ("Film bez naslova") na filmskom festivalu u Locarnu
- 1951. otisci ruku i nogu pred kinom Graumans Chinese Theater u Hollywoodu
- 1953. nagrada francuske filmske kritike za ulogu u filmu "La Fête à Henriette"
- 1956. izbor za glumicu s najvećim seksipilom (SAD)
- 1959. njemačka filmska nagrada za najbolju sporednu žensku ulogu u filmu "Der Mann, der sich verkaufte" ("Čovjek koji se prodao")
- 1968. Zlatna ploča
- 1968. izbor za najbolju njemačku pjevačicu
- 1969. glazbena nagrada Edison za najbolji tekst i popularnost u Europi
- 1975. odličje SR Njemačke prvog reda za zasluge na priznanju SR Njemačke u svijetu
- 1976. Zlatna nagrada za najbolju žensku ulogu u filmu "Jeder stirbt für sich allein" ("Svatko umire sam") na međunarodnom filmskom festivalu Karlovy Vary
- 1976. nagrada Mark Twain za englesko izdanje "Das Urteil"
- 1977. njemačka filmska nagrada za cjelokupno filmsko djelo
- 1980. Zlatni tulipan (nizozemska glazbena nagrada)
- 1993. nagrada grada Düsseldorfa "Helmut Käutner"
- 1995. Veliko odličje Berlina za zasluge
- 1996. prva dobitnica nagrade "Marlene"
- 1999. njemačka video nagrada za životno djelo
- 1999. nagrada za najbolju jazz produkciju godine za album "17 Millimeter" s jazz glazbenikom Tillom Brönnerom
- 2000. Zlatna kamera za životno djelo
- 2000. ECHO za životno djelo
- 2001. Bambi za životno djelo

## Vanjske poveznice
- Službeni site kluba obožavatelja
- Hildegard Knef u internetskoj bazi filmova IMDb-u (engl.)